# 福岡県立玄洋高等学校
福岡県立玄洋高等学校（ふくおかけんりつ げんようこうとうがっこう）は、福岡県福岡市西区大字田尻に位置する公立高等学校。かつては教育の一環として、レンコン掘りや地引き網の体験学習も行なっていた。

## 沿革

### 年表
- 1982年（昭和57年）11月1日 - 設立。
- 1983年（昭和58年）4月1日 - 開校（生徒入学・学校教育開始は同年新年度より）。

## 教育組織
- 普通科

```
   ∟特進部
```

## 教育方針

### 校訓
向学 礼譲 進取

## 通学区
福岡県第六学区（旧第七学区）内。
- 福岡市のうち、以下の区域
  - 中央区のうち、警固、舞鶴、当仁、友泉、城西中学校の校区
  - 南区のうち、長丘中学校の校区（長丘二丁目1番～12番・15番～21番、平和四丁目を除く）
  - 城南区
  - 早良区
  - 西区
- 糸島市

## 交通アクセス
最寄りの鉄道駅
- JR九州 筑肥線「九大学研都市駅」から徒歩約20分

最寄りのバス停
- 昭和バス「玄洋高校」バス停から徒歩すぐ

最寄りの道路
- 福岡県道85号福岡志摩線

## 著名な出身者
- 緒沢凛（元女優・モデルで加藤浩次夫人）
- 麻倉ももこ（タレント・元宝塚歌劇団雪組娘役）
- 橋本力（プロボクサー）
- 中西勇揮（プロボクサー）
- 亀井亨（映画監督）
- 飯田庄吾（ボートレーサー）
- 枝尾賢(ボートレーサー)
- 大野芳顕(ボートレーサー)
- 三苫晃幸(ボートレーサー)